# Lazarus Fuchs

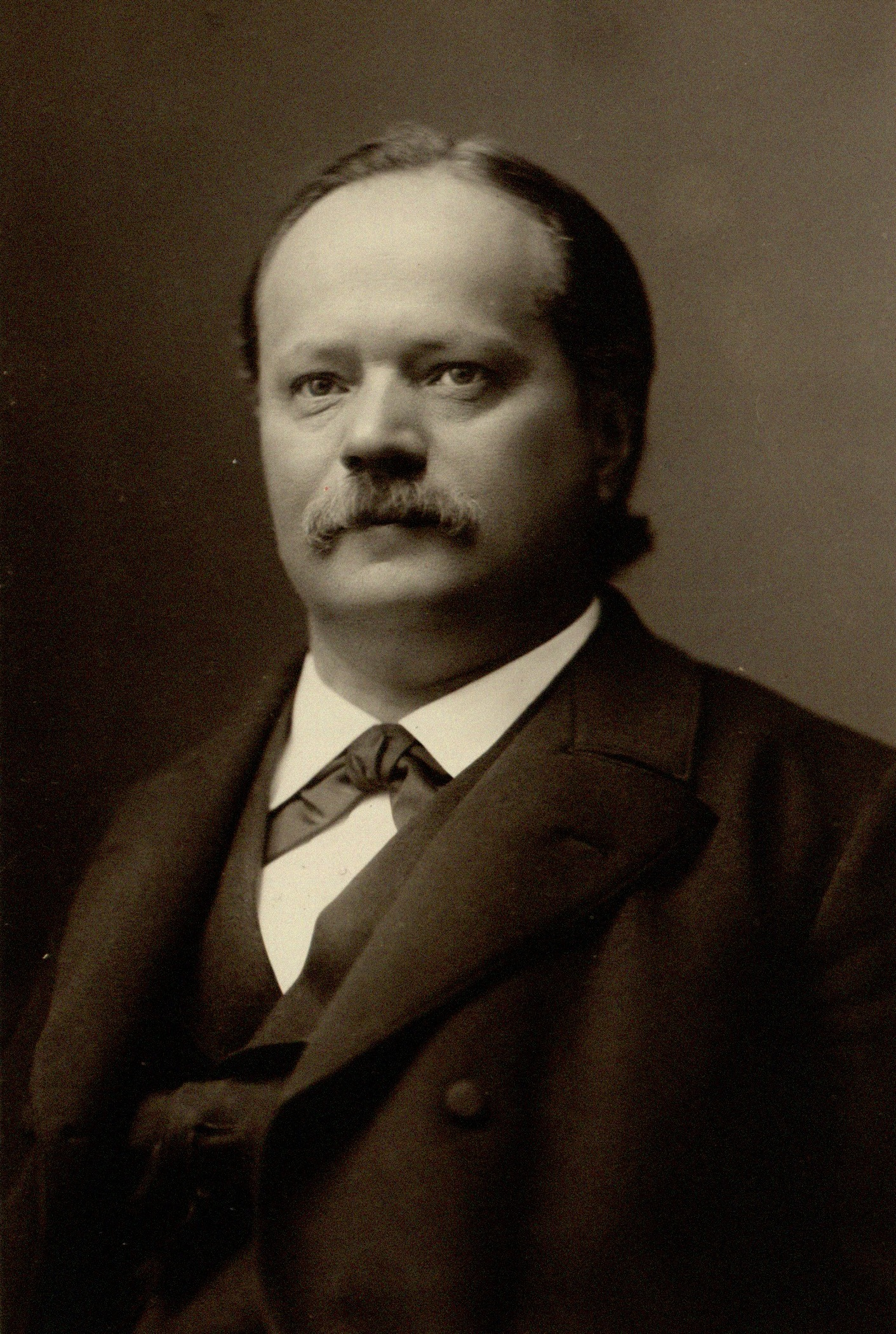
Lazarus Fuchs

Lazarus Immanuel Fuchs  (n. 5 mai 1833 la Mosina, Prusia - d. 26 aprilie 1902 la Berlin) a fost un matematician german, cunoscut pentru contribuțiile sale din domeniul ecuațiilor diferențiale liniare.
Noțiuni matematice ca: grup fuchsian, ecuația lui Fuchs, teorema lui Fuchs îi poartă numele.
Inițial a fost profesor la mai multe școli medii apoi la Universitatea din Berlin (începând cu 1865), la Greifswald (în perioada 1869 - 1874), la Göttingen (1874 - 1875), la Heidelberg (1875 - 1884) și Berlin (după 1884).
A fost membru al Academiei din Berlin și al Academiei Ungare.

## Activitate științifică
Activitatea sa se concretizează în domeniul algebrei și teoriei funcțiilor.
A descoperit ecuațiile diferențiale liniare cu un punct singular, care ulterior îi vor purta numele.
A introdus termenul de sistem fundamental în cazul unui sistem de funcții (1866).
A creat o nouă teorie asupra ecuațiilor diferențiale liniare, în care aceste ecuații sunt considerate în domeniul complex.
În perioada 1870 - 1871 s-a ocupat de aplicarea metodei aproximațiilor succesive la ecuațiile diferențiale de un ordin oarecare.
După moartea lui Leopold Kronecker, Fuchs a devenit redactorul revistei Journal für die reine und angewandte Mathematik.
Lucrările lui Fuchs au constituit o preocupare pentru matematicienii români Dumitru Ionescu (1933) și Nicolae Teodorescu.

## Scrieri
- 1858: De superficierum lineis curvaturae, disertație;
- 1864/1865: Zur Theorie der linearen Differenzialgleichungen mit veränderlichen Coefficienten (= Jahresbericht über die Städtische Gewerbeschule (Berlin);
- 1881: Über Funktionen zweier Variabeln, welche durch Umkehrung der Integrale zweier gegebener Funktionen entstehen (Göttingen);
- 1888: Zur Theorie der linearen Differentialgleichungen;
- 1904 - 1909: Gesammelte mathematische Werke.